# 카스텔베네레
카스텔베네레(이탈리아어: Castelvenere)는 이탈리아 캄파니아주 베네벤토도의 코무네다. 베네벤토 북서쪽으로 23km 거리에 있다. 카스텔베네레는 베네벤토 현 내의 공동체인 티테르노(Titerno)에 가입한 코무네 중 하나이다.

## 자매 도시
- 몰타 셰우키야